# Phoma saxifragarum
Phoma saxifragarum är en lavart som beskrevs av Westend. 1877. Phoma saxifragarum ingår i släktet Phoma, ordningen Pleosporales, klassen Dothideomycetes, divisionen sporsäcksvampar och riket svampar.   Inga underarter finns listade i Catalogue of Life.